# Chiesa di Santa Maria (Haret Elroum)
La chiesa ortodossa copta di Santa Maria a Haret el-Roum (in copto ϯⲉⲕⲕⲗⲏⲥⲓⲁ ⲛ̀ϯⲑⲉⲟⲇⲟⲕⲟⲥ ⲉⲑ̅ⲩ̅ ⲙⲁⲣⲓⲁ ⲛ̀ϯⲣⲁⲃⲏ ⲛ̀ⲣⲱⲙⲉⲟⲥ, Chiesa della Santa Madre di Dio nel quartiere romano) è una chiesa copta ortodossa ad el-Ghoureya, al Cairo, vicino a Santo Teodoro.
Dal 1660 al 1800 la chiesa fu sede del papa copto ortodosso di Alessandria. Nel 1660 papa Matteo IV d'Alessandria trasferì la sede dalla chiesa della Vergine Maria (Haret Zuweila) alla chiesa di Santa Maria, dove rimase fino al 1800 quando papa Marco VIII trasferì la sede patriarcale nella cattedrale copta ortodossa di San Marco, ad Azbakeya. 

## Rilevanza
La chiesa di Santa Maria crebbe in importanza come centro della Chiesa ortodossa copta. Diversi papi copti sono sepolti nell'edificio. 

## Storia
La chiesa di Santa Maria fu ricostruita più volte e nel 1794 Ibrahim El-Gohary restaurò la chiesa. Fu danneggiata da un incendio durante il patriarcato di Papa Marco VIII (1797–1809) ma fu restaurata e ricostruita. 